# Tchaj-er-čuang
Tchaj-er-čuang (čínsky pchin-jinem Tái'érzhuāng, znaky zjednodušené 台儿庄, doslova „obydlí rodiny Tchaj“) je nejjižnějším městským obvodem z pěti obvodů pod administrací městské prefektury Cao-čuang. Nachází se v Číně na jihu provincie Šan-tung a na jihu sousedí s provincií Ťiang-si. Má rozlohu 538 km² a 279 474 obyvatel (k roku 2010).

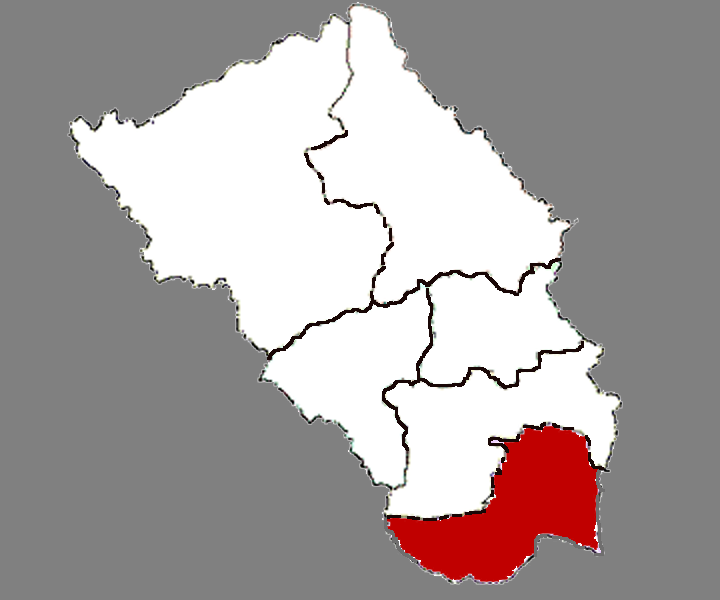
Poloha okresu v rámci prefektury Cao-čuang

Okres byl místem bitvy o Tchaj-er-čuang, která proběhla mezi armádami čínského Kuomintangu a Japonským císařstvim v roce 1938 za druhé čínsko-japonské války. Samotné místo bitvy (台儿庄大战旧址; Tchaj-er-čuang ta-čan ťiou-č’) bylo v roce 2006 vyhlášeno národní památkou Čínské lidové republiky (usnesení 6-981).